# Melicoccus pedicellaris
Melicoccus pedicellaris är en kinesträdsväxtart som först beskrevs av Ludwig Radlkofer, och fick sitt nu gällande namn av Acev.-rodr.. Melicoccus pedicellaris ingår i släktet Melicoccus och familjen kinesträdsväxter. Inga underarter finns listade i Catalogue of Life.